# Vaillac
Vaillac, auf Okzitanisch Valhac, eine ehemalige französische Gemeinde mit 95 Einwohnern (Stand: 1. Januar 2022) im Département Lot in der Region Okzitanien. Sie gehörte zum Arrondissement Gourdon und zum Kanton Causse et Bouriane.
Vaillac wurde mit Wirkung vom 1. Januar 2016 mit den Gemeinden Beaumat, Fontanes-du-Causse, Saint-Sauveur-la-Vallée und Labastide-Murat zur Commune nouvelle Cœur de Causse zusammengeschlossen und übt dort seither die Funktion einer Commune déléguée aus.

## Lage
Nachbarorte sind Saint-Chamarand im Nordwesten, Soucirac im Norden, Montfaucon im Nordosten, Labastide-Murat im Südosten, Beaumat im Süden und Frayssinet im Westen.

## Bevölkerungsentwicklung
| Jahr      | 1962 | 1968 | 1975 | 1982 | 1990 | 1999 | 2006 | 2013 |
| --------- | ---- | ---- | ---- | ---- | ---- | ---- | ---- | ---- |
| Einwohner | 130  | 126  | 101  | 105  | 84   | 107  | 93   | 97   |

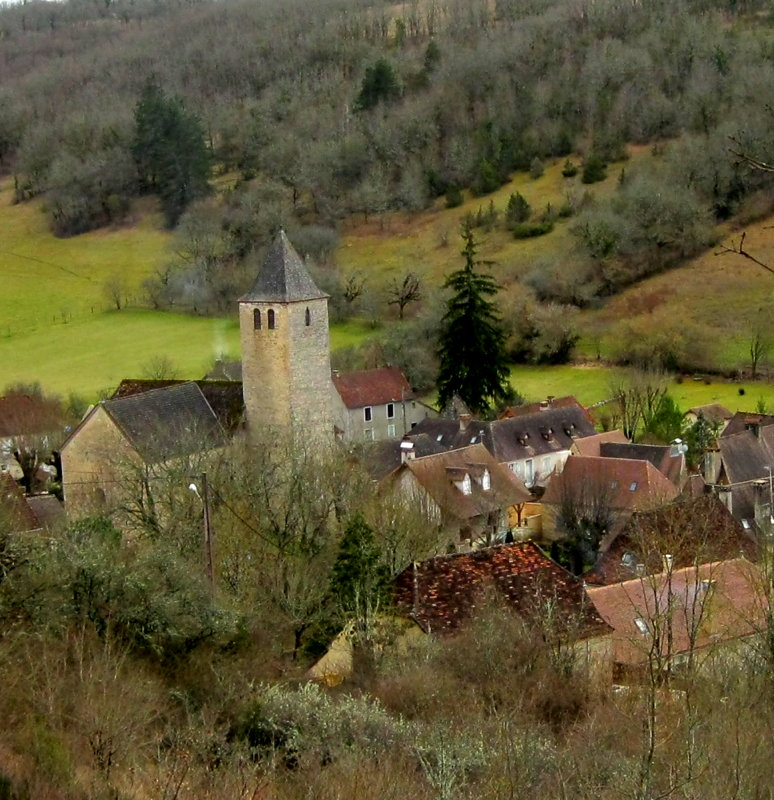
Kirche Saint-Julien
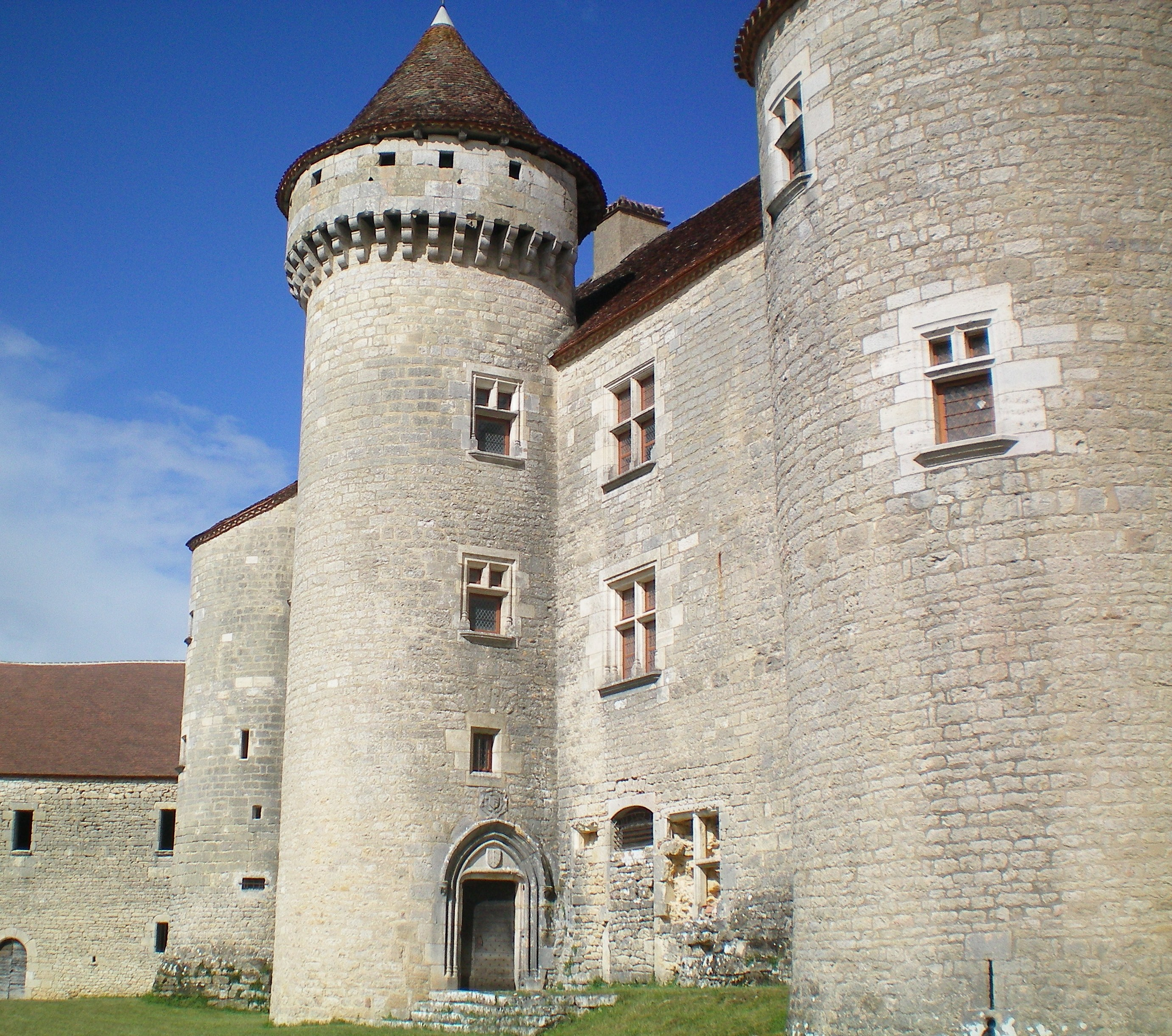
Schloss Vaillac